# Alkalisilicatenlijm
Alkalisilicatenlijm is een lijm op basis van alkalisilicaten (natriumsilicaat).
Alkalisilicaten ontstaan door versmelten van kwartszand en alkalicarbonaten bij 1300 °C. Waterglas is de waterige oplossing van  alkalisilicaten.
De lijmverbinding ontstaat door aanzuring (toevoegen van zuur) waardoor  vrije kiezelzuren silicagel ontstaan.
Toepassingsgebieden zijn:
- Minerale lijm voor het lijmen van glas en porselein
- Waterafstotend maken van muren (dampdoorlatend)